# Comuna Semenivka, Krînîcikî
Semenivka (în ucraineană Семенівка) este o comună în raionul Krînîcikî, regiunea Dnipropetrovsk, Ucraina, formată din satele Cervonîi Prapor, Kotlearivka, Liubîmivka, Liubomîrivka, Pidhirne, Semenivka (reședința) și Vesela Roșa.

## Demografie
Componența lingvistică a satului Semenivka
     Ucraineană (89,24%)
     Rusă (8,05%)
     Alte limbi (1,08%)
Conform recensământului din 2001, majoritatea populației satului Semenivka era vorbitoare de ucraineană (89,24%), existând în minoritate și vorbitori de rusă (8,05%).